# Blue Bird K4
Pour les articles homonymes, voir Bluebird.

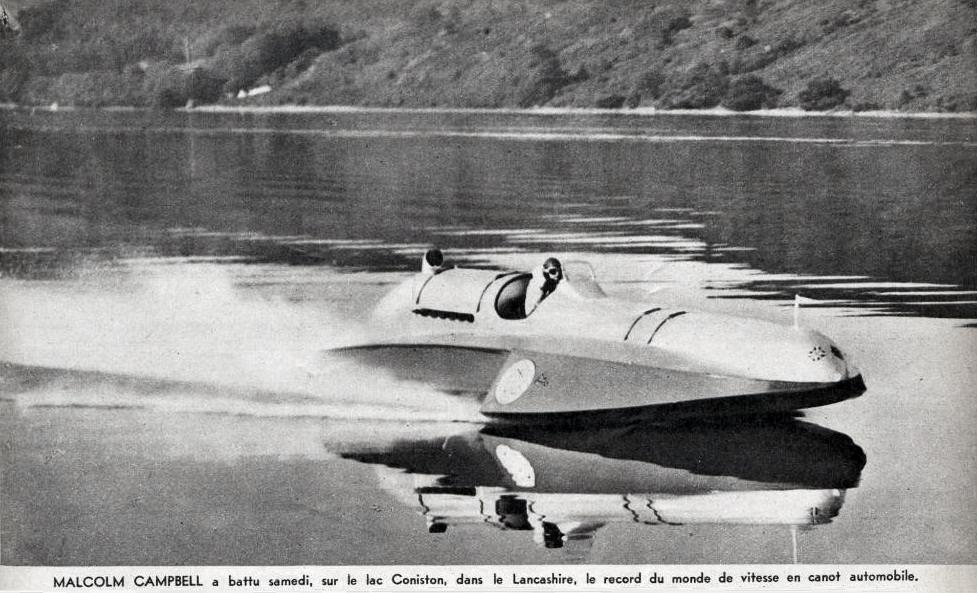
Malcolm Campbell le 19 août 1939 sur Bluebird K4, 1750 ch, à Coniston Water (Lancashire).

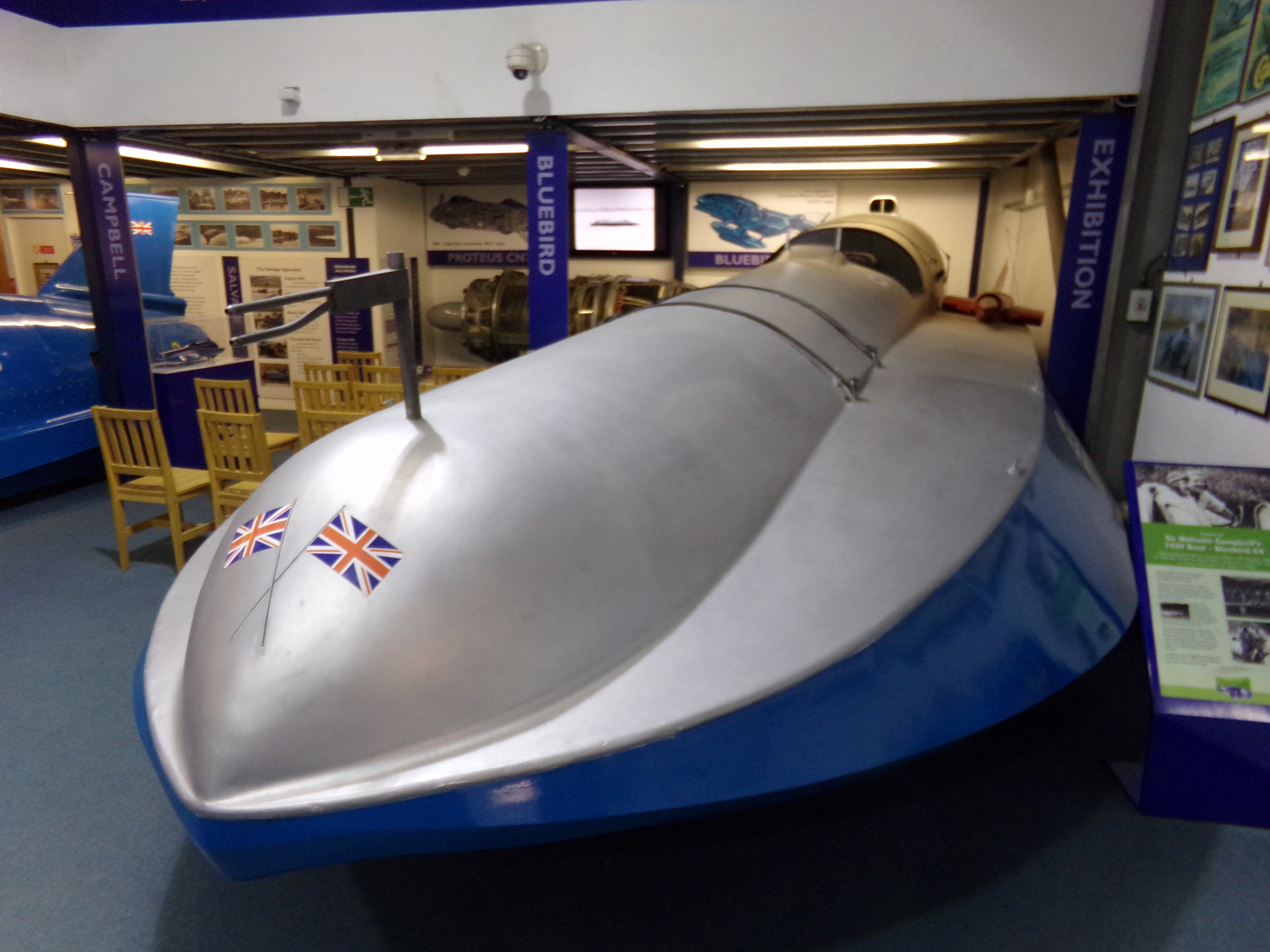
Bluebird K4 exposé au Lakeland Motor Museum près d'Ulverston.

Le Blue Bird K4 était un bateau commandé en 1939 par Sir Malcolm Campbell, pour rivaliser avec les efforts déployés par les Américains dans la lutte pour le record du monde de vitesse sur l'eau.
Le nom de « K4 » est dérivé de son enregistrement de Lloyd, et a été réalisé dans un logo circulaire visible sur la coque avant.
Le K4 a été construit par Vosper & Company en remplacement du Blue Bird K3, qui avait brisé trois autres records de vitesse sur l'eau pour Malcolm Campbell. Il a également utilisé le même moteur Rolls-Royce R.
Le K4 était un hydroglisseur à trois points de sustentation. Avec la vitesse, la force exercée sur la saillie de la coque est suffisante pour soulever la proue vers le haut, ce qui réduit la surface mouillée de la coque et donc aussi la résistance au frottement. Il a deux flotteurs bien distincts installés à l'avant, et un troisième à l'arrière de la coque. Lorsque le bateau augmente sa vitesse, la majeure partie de la coque est hors de l'eau et seuls ces trois points de contact subsistent. Ces points étant encore plus petits dans un hydroplane monocoque, celui-ci a encore moins de traînée. Avoir un large espacement entre les points de rabotage avant, le rend moins sensible à l'instabilité causée par de petites perturbations. Toutefois, s'il s'élève au-delà de la marge de sécurité, les forces aérodynamiques (et non les forces hydrodynamiques) s’appliquent sur la coque, ce qui conduit à un saut périlleux très dangereux. C'est ce qui s'est passé à la fois pour le Slo-mo-shun et le Bluebird K7.
Le K4 battit un record du monde de vitesse sur l'eau le 19 août 1939 à Coniston Water, dans le Cumbria en Angleterre.